# Tim Hellwig
Tim Hellwig (Neustadt an der Weinstraße, 30 de junio de 1999) es un deportista alemán que compite en triatlón.
Participó en los Juegos Olímpicos de París 2024, obteniendo una medalla de oro en la prueba de relevo mixto. Ganó una medalla de oro en el Campeonato Mundial por Relevos Mixtos de 2023.

## Palmarés internacional
| Juegos Olímpicos                      | Juegos Olímpicos    | Juegos Olímpicos | Juegos Olímpicos |
| Año                                   | Lugar               | Medalla          | Prueba           |
| ------------------------------------- | ------------------- | ---------------- | ---------------- |
| 2024                                  | París (Francia)     | Medalla de oro   | Relevo mixto     |
| Campeonato Mundial por Relevos Mixtos |                     |                  |                  |
| Año                                   | Lugar               | Medalla          | Prueba           |
| 2023                                  | Hamburgo (Alemania) | Medalla de oro   | Relevo mixto     |